# ТЕС Влоцлавек
ТЕС Влоцлавек — теплова електростанція у Польщі, споруджена за технологією комбінованого парогазового циклу. 
Об'єкт замовив концерн PKN Orlen, відомий діяльністю у нафтопереробній галузі. Для її розміщення обрали ділянку на захід від міста Влоцлавек у Куявсько-Поморському воєводстві (північна Польща). Турбіни для енергоблоку потужністю 463 МВт постачила компанія General Electric: газову 9FB та парову 109D-14. Котел-утилізатор виготовила південнокорейська компанія Doosan.
Видача продукції відбувається до загальнонаціональної мережі по ЛЕП, що працює під напругою 220 кВ, та по ЛЕП 110 кВ до належного PKN Orlen хімічного заводу ANWIL, який споживає майже половину електроенергії ТЕС. Крім того, станція перебрала на себе забезпечення майданчику ANWIL теплом (наявна тут ТЕЦ Влоцлавек перестала продукувати електроенергію та виконує лише допоміжну роль в теплопостачанні).
Спорудження станції, введеної в експлуатацію у середині 2016 року, коштувало 350 млн доларів США.
ТЕС Влоцлавек стала другою (після станції Зелена Гура) великою польською теплоелектростанцією, розрахованою на використання природного газу. Останній може надходити через розташований у Влоцлавеку вузол видачі з газопроводу Ямал – Європа або по газотранспортному коридору Ярослав – Варшава – Гданськ.